# 豫鄂信义会
豫鄂信义会（Lutheran United Mission，LUM）是一个挪威、美国的信义宗的联合传教机构。
豫鄂信义会差会在1890年到达武昌，不久迁居汉口学习语言，于1892年开始布道工作，1890年代，豫鄂信义会已经在湖北省建立两个传教站296页：樊城（1892年）、太平店（1897年）；在河南省建立两个传教站：汝宁府（1898年）、信阳州（1899年）。
1900年代，豫鄂信义会已经在河南省建立4个传教站：鸡公山（1903）、新野县（1903）、确山（1906）、罗山县（1909）。
1910年代，豫鄂信义会在河南省又建立6个传教站：正阳县（1911）、遂平县（1912）、息县（1913）、光山县（1913）、光州、邓州。另外，还排除传教士前往湖北滠口。
1919年，豫鄂信义会差会在华传教士87人，在各省分布情况如下：
1. 河南66人
2. 湖北21人

1919年豫鄂信义会在华受餐信徒4698人，在各省分布情况如下：
1. 河南2831人
2. 湖北1867人